# Gare de Mérenvielle
La gare de Mérenvielle est une gare ferroviaire française de la ligne de Saint-Agne à Auch, située sur le territoire de la commune de Mérenvielle près des communes de Ségoufielle et de Lasserre-Pradère, dans le département de la Haute-Garonne, en région Occitanie.
C'est un point d'arrêt sans personnel de la Société nationale des chemins de fer français (SNCF), desservi par des trains TER Occitanie.

## Situation ferroviaire
Établie à 148 mètres d'altitude, la gare de Mérenvielle est située au point kilométrique (PK) 35,674 de la ligne de Saint-Agne à Auch, entre les gares de Brax - Léguevin et de L'Isle-Jourdain.

## Fréquentation
De 2015 à 2023, selon les estimations de la SNCF, la fréquentation annuelle de la gare s'élève aux nombres indiqués dans le tableau ci-dessous.
| Année           | 2015   | 2016   | 2017   | 2018   | 2019   | 2020   | 2021   | 2022   | 2023   |
| --------------- | ------ | ------ | ------ | ------ | ------ | ------ | ------ | ------ | ------ |
| Voyageurs seuls | 54 960 | 63 399 | 73 088 | 61 334 | 51 200 | 41 922 | 42 836 | 49 538 | 56 212 |

## Service des voyageurs

### Accueil
Halte SNCF c'est un point d'arrêt non géré (PANG) à entrée libre.

### Desserte
Mérenvielle est desservie par des trains TER Occitanie qui effectuent des missions entre les gares de Toulouse-Matabiau et de Auch ou L'Isle-Jourdain, à raison de 10 allers et 9 retours par jour en semaine. Le temps de trajet est d'environ 45 minutes depuis Toulouse-Matabiau et de 45 minutes depuis Auch.